# 44.ª División (Ejército Popular de la República)
La 44.ª División fue una división del Ejército Popular Republicano que luchó durante la guerra civil española en defensa de la legalidad de la Segunda República Española. Esta unidad, creada a mediados de 1937 en Cataluña, luchó en los frentes de Aragón, Ebro y Cataluña antes de que en febrero de 1939 cruzase la frontera francesa camino del exilio. 

## Historial operativo
Las unidades de la división se organizaron en torno a los antiguos batallones de montaña de guarnición en Gerona, en los meses de mayo y junio de 1937. Aquí recibieron el periodo de instrucción y la asignación de mandos antes de partir al Frente de Aragón.

### Frente de Aragón
Inmediatamente después de recibir adiestramiento, fue enviada al frente aragonés con motivo de la Ofensiva de Zaragoza. Entre agosto y septiembre intervino en la batalla de Belchite, y más tarde en las operaciones para intentar conquistar la localidad de Fuentes de Ebro. 
A finales de 1937 la división, compuesta por las brigadas mixta 143.ª, 144.ª y 145.ª, tenía unas fuerzas que alcanzaban los 8650-8800 hombres. Al comienzo del ataque franquista en Aragón cubría el frente en los sectores de Mediana y Quinto, donde el 11 de marzo de 1938 se vio obligada a retroceder al verse desbordados sus flancos. En plena retirada, un buen número de mandos de la división y las brigadas aprovecharon para pasarse a las líneas franquistas y en la jefatura de la división también hubo varios cambios. Continuó la retirada hasta la salida del territorio aragonés a finales de marzo y se atrincheró en Lérida, donde resistió la ofensiva franquista durante una semana. Perdida esta ciudad, se concentró en Llardecans. La división había quedado muy quebrantada tras las campañas de Aragón, por lo que se procedió a su profunda reorganización.

### Luchas en el Segre y el Ebro
Durante los meses de mayo y junio se distinguió en los combates de la línea del Segre. Cubrió la efímera cabeza de puente republicana en Villanova de la Barca establecida el 21 de mayo, que logró mantener hasta el 17 de junio. Algunas unidades de la división participaron en los combates de la Cabeza de puente de Serós, donde realizó numerosos ataques sin éxito entre el 25 y el 28 de mayo. El 9 de agosto algunas de sus unidades participaron en un nuevo ataque sobre Villanova de la Barca, donde lograron establecer una cabeza de puente, aunque después de 3 días de combates tuvieron que cruzar de nuevo el Segre.
Participaría en la batalla del Ebro, a donde acudió el 9 de septiembre. Se situó en el sector Villalba de los Arcos-Puebla de Masaluca, donde permaneció hasta el 6 de octubre que fue trasladada al Coll del Coso. Entre el 8 y el 20 de octubre sufrió numerosos ataques que dejaron de saldo un elevado número de bajas, perdiendo la Venta de Camposines. El 8 de noviembre se produjo una desbandada de los restos de la XIV Brigada Internacional —que enlazaba con la división, más concretamente con la 140.ª Brigada Mixta— que fue aprovechada por los franquistas. Los combates que siguieron en los siguientes días dejaron muy mermadas a la 140.ª Brigada. El 12 de noviembre cruzó de nuevo el Ebro al norte de Ascó.

### Campaña de Cataluña
Tras los combates del Ebro las fuerzas de la unidad quedaron situadas en la retaguardia, para ser sometidas a una reorganización. Al comienzo de la Campaña de Cataluña los efectivos intentaron ofrecer resistencia, pero ante la presión enemiga optaron por retirarse de la línea del Segre, hacia el interior. Algunas brigadas de la división —la 145.ª y 146.ª— se atrincheraron en Juncosa, localidad que intentaron defender junto a otras unidades, sin éxito. Después de esto se pierde el rastro.

## Mandos
Comandantes
- Coronel de infantería Primitivo Peire Cabaleiro[9] (desde mayo de 1937);
- Comandante de infantería Bartolomé Muntané Cirici (desde febrero de 1938);[10]
- Teniente coronel de carabineros Claudio Martín Barco (desde el 13 de marzo de 1938);
- Teniente coronel de infantería Jesús Liberal Travieso (desde el 17 de marzo de 1938);
- Mayor de milicias Ramón Pastor Llorens (desde el 1 de abril de 1938);[10]

Comisarios
- Luis Canales Carvajal, del PSUC;[11]
- Tomás Espresate Pons, del PSOE (en el cargo desde el 1 de abril de 1938);[10]

Jefes de Estado Mayor
- Comandante de infantería Anastasio Santiago Ruiz;
- Comandante de infantería Pedro Cervera Serreta, (desde el 13 de diciembre de 1938);[10]

## Orden de batalla
| Fecha               | Cuerpo de Ejército adscrito | Frente de batalla | Brigadas mixtas integradas         |
| Junio de 1937       | XII Cuerpo de Ejército      | Retaguardia       | 142.ª, 143.ª, 144.ª, 145.ª y 146.ª |
| Octubre de 1937     | XI Cuerpo de Ejército       | Belchite          | 143.ª, 144.ª y 145.ª               |
| Diciembre de 1937   | XII Cuerpo de Ejército      | Aragón            | 143.ª, 144.ª y 145.ª               |
| 19 de abril de 1938 | XII Cuerpo de Ejército      | Segre             | 140.ª, 144.ª y 145.ª               |
| Octubre de 1938     | XII Cuerpo de Ejército      | Ebro              | 140.ª, 144.ª y 145.ª               |